# Erik Norin
Erik Stefan Norin, född 15 mars 1895 i Karlshamn, Blekinge län, död 16 januari 1982 i Uppsala domkyrkoförsamling, Uppsala län
, var en svensk geolog och forskningsresande.

## Biografi
Norin ägnade sig 1920-1923 åt geologisk forskning i Kina, först med understöd från Erik Nyströms Institute for Scientific Research i Shanxi, sedan även i samband med professor Johan Gunnar Anderssons verksamhet. Han avlade filosofie licentiatexamen vid Stockholms högskola 1923 och utförde året därpå kvartärgeologiska forskningar i västra Himalaya som ett led i de av professor Gerhard De Geer anordnade geokronologiska undersökningarna av jordens kvartära nedisningsområden. Under åren 1927-1935 tjänstgjorde han som chefsgeolog i Sven Hedins expedition i Centralasien. Han blev filosofie doktor vid Lunds universitet 1937 och var professor i petrografi och mineralogi i Uppsala 1945-1961.
Norin invaldes 1942 i Kungliga Fysiografiska Sällskapet i Lund, 1947 i Kungliga Vetenskaps-Societeten i Uppsala och 1948 som ledamot nummer 950 av Kungliga Vetenskapsakademien.

## Priser och utmärkelser
- 1958 - Björkénska priset[2]